# 鎌倉年代記
鎌倉年代記（かまくらねんだいき）は、鎌倉時代の歴史書であり年表風の年代記である。元弘元年（1331年）頃に成立し、翌正慶元年（1332年）条および裏書が後に追加されたと考えられる。年賦は寿永2年（1183年）から元弘元年（1331年）まである。編者は不明だが鎌倉幕府の吏員と考えられる。底本は折本仕立てで一帖二十六折。書名は原本包紙による。
壬生官務家旧蔵書のひとつで、現在は京都大学附属図書館所蔵。幕府の要人などが政務時に過去の出来事を参照するため、携帯用の年表・ハンドブックとして利用されていたようである。同様の鎌倉時代の折本形式の年表としては『武家年代記』『鎌倉大日記』などが知られている。鎌倉時代後期の鎌倉幕府の動向を知る貴重な資料。
後に写本や活字本にされたものは『北条九代記』と題され、同書の異本である。『続群書類従』や『改訂史籍集覧』にも『北条九代記』の名で収められている。
同書中には、『吾妻鏡』に見えない記事もあるという。また、正安3年（1301年）に地球に接近したハレー彗星についての記事がある。

## 主な刊本
- 近藤瓶城; 近藤圭造 編「北条九代記」『改訂史籍集覧』 5巻（4版）、近藤出版部、1925年。NDLJP:3431172/6。
- 「鎌倉年代記裏書」（『続史料大成18』）臨川書店、1967年
- 「鎌倉年代記」（竹内理三編『増補続史料大成』別館）臨川書店、1979年
- 「北条九代記」『続群書類従』第29輯 雑部上 巻855（続群書類従完成会）、1978年
- 「北条九代記」『改訂史籍集覧』第5冊「通記類」（近藤瓶城編）復刻版、臨川書店、1990年
- 『鎌倉年代記』学習院大学文学部史学科研究室